# 케냐의 역사
케냐의 역사는 동아프리카의 일부인 케냐라는 지역은 구석기 시대부터 사람이 거주해왔다. 서아프리카의 분산 중심지에서 반투족의 확장은 서기 1천년 경에 이 지역에 도달했다. 케냐의 국경은 아프리카 반투어군, 나일사하라어족, 아프리카아시아어족 민족 언어 지역의 교차점에 위치해 있으며, 케냐의 국경은 진정한 다민족 국가이다.
몸바사에 유럽과 아랍의 존재는 근대 초기까지 거슬러 올라가지만, 유럽인들의 내륙 탐험은 19세기에 시작되었다. 대영 제국은 케냐 식민지로 알려진 1920년부터 1895년에 영국령 동아프리카를 설립했다.
케냐의 독립 공화국은 1963년에 형성되었다. 1963년부터 1978년까지 조모 케냐타가 이끄는 케냐 아프리카 민족동맹(KANU)에 의해 사실상 일당제 국가로 통치되었다. 케냐타는 2002년까지 통치했던 대니얼 아랍 모이가 계승했다. 모이는 1980년대에 케냐의 사실상의 일당 지위를 사법적 지위로 바꾸려고 시도했지만 냉전이 끝나면서 공산주의를 억제하기 위한 노력의 필요악으로 서방 강대국들에 의해 간과되었던 정치적 억압과 고문의 관행은 더 이상 용납되지 않았다.
모이는 미국 대사 스미스 헴스톤에 의해 1991년까지 다당제 체제를 복원하라는 압력을 받았다. 모이는 1992년과 1997년 선거에서 승리했는데, 이는 양측의 정치적 동기에 의한 살인에 의해 가려졌다. 1990년대 동안 골든버그 스캔들과 같은 인권 침해와 부패에 모이가 개입했다는 증거가 발견되었다. 그는 2002년 선거에서 음와이 키바키가 승리하여 헌법상 출마가 금지되었다. 2007년 선거에서 키바키 후보의 부정선거가 널리 보도되면서 2007년~2008년 케냐 위기가 발생했다. 2013년 총선에서 우후루 케냐타가 뒤를 이었다. 그의 경쟁자인 라일라 오딩가가 실제로 선거에서 이겼다는 주장이 있었지만, 대법원은 2013년 총선을 치르는 동안 IEBC와 우후루 케냐타의 주빌리당으로부터 어떠한 부정행위도 발견하지 못했다.

## 구석기 시대
1929년 루이스 리키가 케냐 남서부의 카리안두시 선사 유적에서 100만년 된 아슐 손도끼를 발굴했을 때 케냐에 고대 초기 인류의 조상이 있었다는 최초의 증거가 발견되었다. 그 후 케냐에서 초기 유인원의 많은 종이 발견되었다. 2000년에 마틴 픽포드가 발견한 가장 오래된 것은 600만년 된 오로린 투게넨시스인데, 이 오로린 투게넨시스가 발굴된 터겐힐스의 이름을 따서 붙여졌다. 사헬란트로푸스 차덴시스 다음으로 세계에서 두 번째로 오래된 인류 화석이다.
1995년에 미브 리키는 1965년, 1987년, 1994년에 투르카나호 근처에서 일련의 화석 발견에 따라 새로운 종의 이름을 호미니드 오스트랄로피테쿠스 아나멘시스로 지었고, 약 410만년 되었다.
2011년, 320만 년 된 석기들이 투르카나호 근처의 로메퀴에서 발견되었는데, 이것은 세계에서 가장 오래된 석기이며 호모의 출현 이전까지 거슬러 올라간다.
지금까지 발견된 것 중 가장 유명하고 완전한 인류 유골 중 하나는 투르카나 보이로 알려진 160만년 된 호모 에렉투스로, 1984년 리처드 리키에 의해 발굴된 카모야 키메우에 의해 발견되었다.
세계에서 발견된 가장 오래된 아슐의 도구들은 서투르카나에서 온 것으로, 2011년 자기층학적 방법을 통해 약 176만년 전으로 거슬러 올라간다.

## 신석기 시대
오늘날 케냐의 첫 번째 거주자는 오늘날의 코이산족 화자와 비슷한 수렵 채집 집단이었다. 기원전 5천년경부터 기원전 1천년경까지의 한겨레 문화는 동아프리카의 초기 수렵채집 도자기 생산 집단 중 하나였다. 이 문화는 빅토리아호 근처의 미고리현에 있는 고고 폭포에 위치해 있었다. 케냐의 암각화 유적지는 기원전 2000년에서 기원후 1000년 사이이다. 이 전통은 므팡가노섬, 첼레묵 언덕, 나모라퉁가, 르와 다운스에서 번성했다. 이 암각화는 한때 동아프리카에 널리 퍼져 있던 수렵 채집 단체인 트와족에 기인한 것으로 여겨진다. 대부분의 경우, 이 공동체들은 기원전 3천년경부터 케냐로 이주하기 시작한 다양한 식량 생산 사회로 동화되었다.
언어학적 증거는 기원전 3천년경 남부 쿠시어를 사용하는 인구가 케냐 북부로 들어오면서 시작되는 케냐로의 인구 이동의 상대적 순서를 가리킨다. 그들은 소, 양, 염소, 당나귀 등 가축을 사육하던 목가였다. 이 시기의 주목할 만한 거석 유적지로는 투르카나호 서쪽에 있는 고고학 유적지 나모라퉁가가 있다. 이러한 거석 유적들 중 하나인 로타감 노스 필러 유적지는 동아프리카의 가장 초기이자 가장 큰 기념비적인 묘지이다. 이 잘 계획된 공동묘지에서는 적어도 580구의 시신이 발견된다. 기원전 1000년경에는 케냐 중부와 탄자니아 북부로 유목주의가 확산되었다. 수천 년 동안 나쿠루호 근처의 올 도이뇨 에부루 화산 단지에서 살아온 에부란 수렵 채집인들은 이 시기에 가축을 입양하기 시작한다.
현재 남부 쿠시어 화자들의 후손들은 탄자니아 북중부 에야시호 근처에 있다. 그들의 과거 분포는 다른 언어의 외래어 존재에 의해 결정되었듯이 고지 사바나 목축 신석기 문화의 알려진 분포를 포함한다.
기원전 700년경부터 수단, 우간다, 케냐, 에티오피아의 국경 근처에 고향이 있었던 남부 나일어족 언어 공동체들은 케냐의 서부 고지대와 리프트밸리주로 남쪽으로 이동했다.
케냐에 도착한 남닐로테는 동아프리카에 철이 들어오기 직전에 일어났다. 지명, 차용어, 구전 등에서 추론한 남부 나일어 화자들의 과거 분포는 알려진 엘멘테이탄 유적지를 포함한다.

## 철기 시대
증거는 서아프리카에서 기원전 3000년에서 2500년 사이에 자작 철 생산이 발전했다는 것을 시사한다. 반투어 화자의 선조들은 기원전 1천 년부터 서아프리카/중앙아프리카에서 파도로 이주하여 동부, 중부, 남부 아프리카의 많은 지역에 정착했다. 그들은 그들이 마주친 사회와 이주하고 통합하면서 철 단조 기술과 새로운 농업 기술을 가져왔다. 반투족의 확장은 기원전 1000년경에 케냐 서부에 도달한 것으로 추정된다.

## 독립
1962년 조모 케냐타와 로널드 응갈라를 포함한 KANU-KADU 연합 정부가 수립되었다. 1962년 헌법은 117명의 하원의원과 41명의 상원의원으로 구성된 양원제 의회를 설립했다. 그 나라는 7개의 반자치 지역으로 나뉘었고, 각각은 그들만의 지역 의회가 있었다. 1963년 5월, 비아프리카인을 위한 예비 의석 할당 원칙이 폐지되었고, 공개 선거가 실시되었다. KADU는 리프트밸리주, 해안, 서부 지역의 집회에 대한 통제권을 얻었다. KANU는 상원과 하원, 그리고 중부, 동부, 니안자 지역에서 다수당을 차지했다. 케냐는 이제 조모 케냐타를 초대 대통령으로 하여 내부 자치 정부를 이루었다. 영국과 카누는 1963년 10월 KADU의 항의에 따라 중앙정부를 강화하는 헌법 개정에 동의했다. 케냐는 1963년 12월 12일 독립하였고 1964년 12월 12일 공화국으로 선포되었다. 1964년 헌법 개정은 정부를 더욱 중앙집권적으로 만들었고 다양한 국가 기관들이 형성되었다. 주요 국가 기관 중 하나는 1966년에 설립된 케냐 중앙은행이었다.
영국 정부는 백인 정착민들을 매수했고 그들은 대부분 케냐를 떠났다. 인도의 소수민족이 지배하는 도시와 대부분의 도시에서 소매업은 아프리카인들에게 깊은 불신을 받았다. 그 결과, 176,000명의 인도인 중 120,000명이 독립한 케냐의 시민이 되기보다는 오래된 영국 여권을 유지하였다.

## 같이 보기
- 아프리카의 역사
- 우간다의 역사
- 탄자니아의 역사
- 화석 인류